# Вулкан Крашенинникова
Вулкан Крашенинникова — стратовулкан в Камчатском крае России, расположенный на территории Кроноцкого заповедника. Назван в честь русского учёного, исследователя Сибири и Камчатки Степана Крашенинникова. Абсолютная высота — 1856 метров.

## Описание
Входит в состав Восточного вулканического пояса Камчатки, его непосредственным соседом является вулкан Кихпиныч. Расположен в 13 километрах от озера Кроноцкое.
Является действующим. Последнее извержение началось в начале августа 2025 года выбросом пепла на высоту до 6 километров. До этого последний раз лава из этого вулкана извергалась в 1463 году (±40 лет).
В 1963 году в кратере среднего Северного конуса были зарегистрированы следы фумарольной деятельности.

## География
Расположен в продолговатой кальдере длиной около 9 км древнего щитового вулкана. Возраст кальдеры определяют примерно в 39 600 лет. Остатки древнего вулкана в виде кольцевого хребта сохранились только местами. Из кальдеры на 800 метров выросли два собственных сросшихся конуса. Южный конус, более высокий, имеет на вершине кратер диаметром около 750 м и глубиной около 100 м. Дно и склоны его заняты ледником. Северный конус состоит из трех конусов, последовательно расположенных друг над другом: самый нижний имеет кратер диаметром 1,5 км; с его дна вырос средний конус с кратером диаметром 600 м; и, наконец, из его центра поднялся третий конус высотой около 50 м с маленьким кратером на вершине. Вулкан Крашенинникова массивен. Сложен из базальтов и дацитов с преобладанием базальт-андезито-базальтовых разностей.

## Фотогалерея

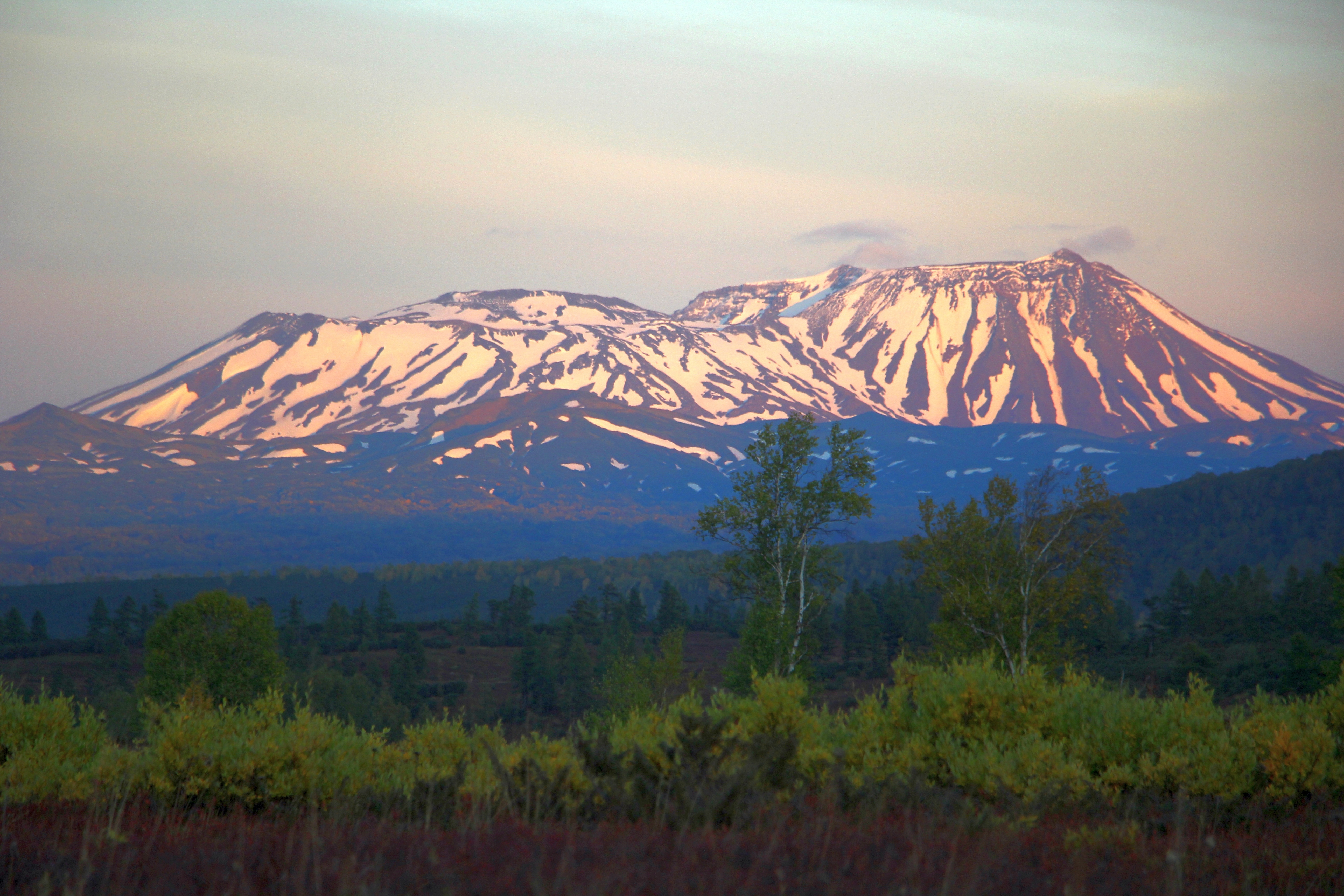
Вулкан Крашенинникова на закате
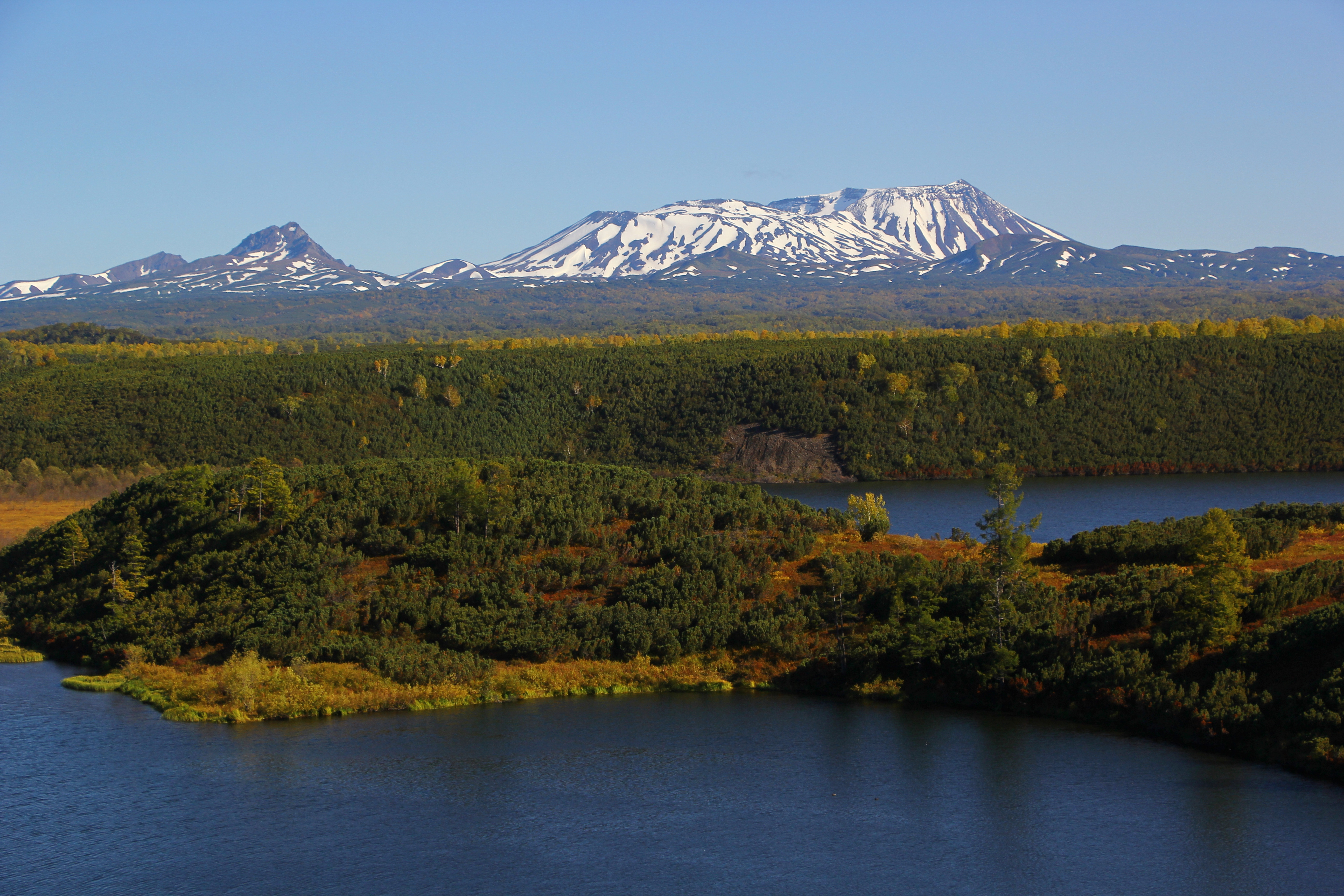
Вулкан Крашенинникова с озёр
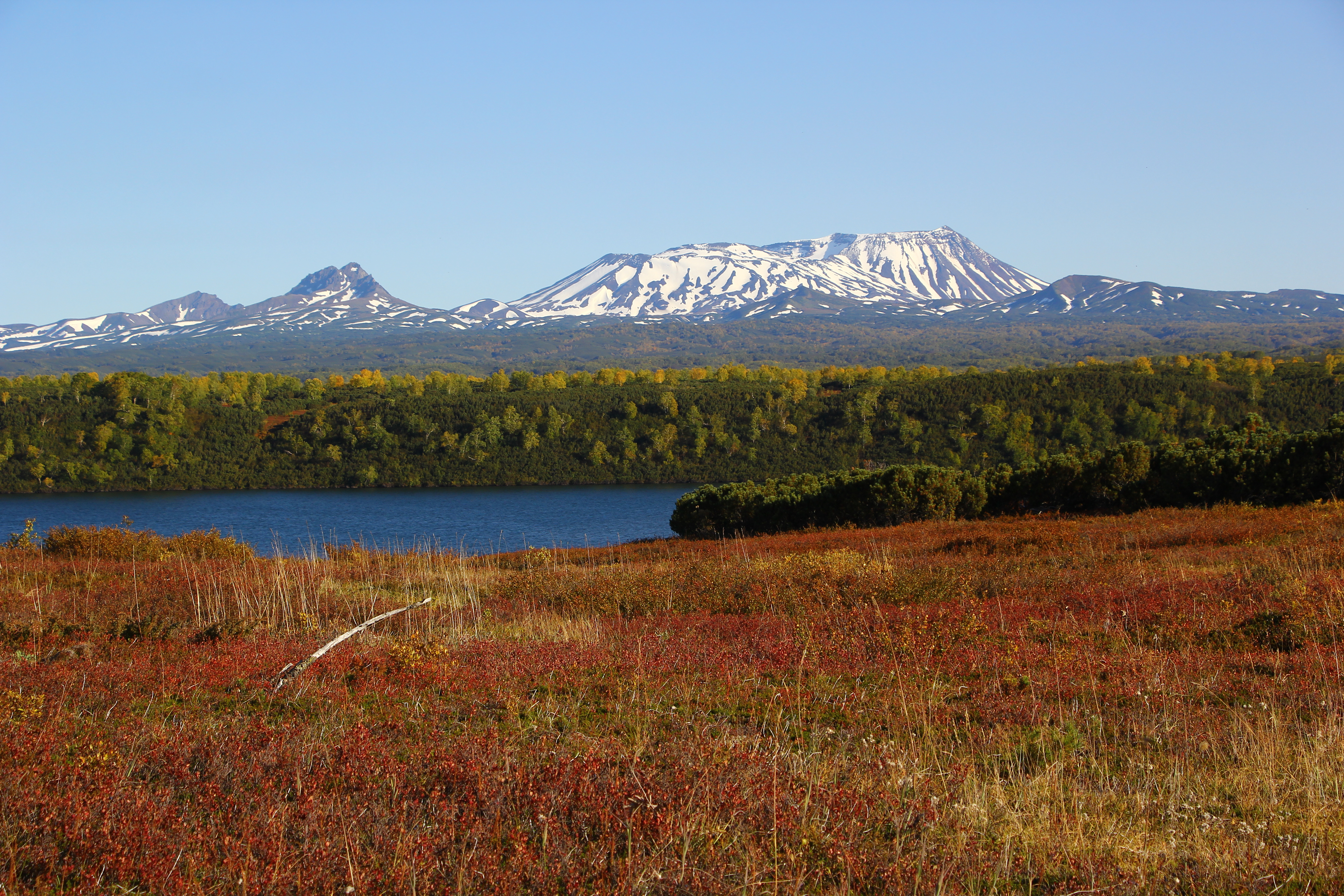
Вулкан Крашенинникова с полуострова у реки Унаны